# Adam Gadomski (geograf)
Adam Bolesław Marian Rola-Gadomski (ur. 26 lipca 1894 w Wieliczce, zm. 27 maja 1942 w KL Auschwitz) – polski geograf, geolog, popularyzator nauki, podróżnik i taternik.

## Życiorys
Był synem Kazimierza i Marii z Wieniawa-Długoszowskich. W 1913 złożył maturę w c. k. Gimnazjum III w Krakowie. Od młodości brał udział w ruchu niepodległościowym, był członkiem Drużyn Strzeleckich. W 1914 r. wstąpił do 3. pułku piechoty Legionów. W wojsku polskim pozostawał do roku 1919, opuścił je jako porucznik rezerwy.
Studia podjął na wydziale filozoficznym Uniwersytetu Jagiellońskiego w Krakowie. Już od 1919 pracował tam jako asystent, najpierw w katedrze geologii, a potem w Instytucie Geograficznym, gdzie został jednym z najbliższych współpracowników prof. Ludomira Sawickiego. Specjalizował się w geomorfologii i glacjologii, a głównym terenem jego badań były Tatry. Zajmował się również tatrzańskimi jaskiniami i stawami oraz wiecznymi śniegami i lodowcami w Tatrach. Doktoryzował się w roku 1923 na podstawie rozprawy o zlodowaceniu doliny Białki.
Od 1923 pracował jako nauczyciel gimnazjalny w VIII Gimnazjum w Krakowie. W 1929 przeniósł się do Warszawy, gdzie przez czas pewien prowadził pracownię geograficzną Ministerstwa Wyznań Religijnych i Оświecenia Publicznego, nauczając jednocześnie w warszawskich gimnazjach. Uczestniczył w międzynarodowych kongresach geograficznych w Kairze (1924), w Warszawie (1934) i w Amsterdamie (1938), a także w kolejnych Zjazdach Geografów i Etnografów Słowiańskich.
W latach międzywojennych był jednym z najbardziej czynnych popularyzatorów wiedzy o Tatrach, ale pisał też o in. regionach Polski. Był też autorem licznych artykułów popularnonaukowych o tematyce geograficznej, tatrzańskiej i innej, opublikowanych w 1923-39 w wielu czasopismach, m.in.: „Orli Lot”, „Przyrodnik”, „Ziemia”, „Czasopismo Przyrodnicze”, „Gazeta Zakopiańska”, „Głos Zakopiański”, „Ilustrowany Kurier Codzienny”, „Kurier Literacko-Naukowy”, „Światowid”, „Kalendarz Ilustrowany Kuriera Codziennego”, „Wierchy”.
Odbył w tych czasach wiele podróży wraz z prof. Sawickim i samodzielnie, przede wszystkim po Europie Południowej (Austria, Włochy, Francja, Grecja) i po Azji Mniejszej (Turcja). Przy okazji wyjazdu na wspomniany kongres geograficzny w Kairze zwiedził Egipt i Sudan, docierając do oazy Charga i do katarakt Nilu. Szereg spostrzeżeń z tej wyprawy ogłosił drukiem (Z morfologii Pustyni Libijskiej, Przyczyny powodzi w Północnej Afryce, Typy pustynne Sahary).
W czasie II wojny światowej mieszkał w Krakowie, gdzie brał żywy udział w tajnym nauczaniu, jak i w ruchu oporu przeciw okupantowi. Aresztowany przez Gestapo w kwietniu 1942 i wywieziony do Oświęcimia, zmarł tam 27 maja tegoż roku w niemieckim obozie koncentracyjnym Auschwitz-Birkenau.
Odznaczony Medalem Niepodległości (22 grudnia 1931) oraz Krzyżem Legionowym.

## Ważniejsze prace A. Gadomskiego
- Zjawiska lodowcowe północnych stoków Wysokich Tatr, w: „Sbornik I Sjezdu Slovanských Geografov a Etnografov”, Praha, 1924 (1926);
- Morfologia glacjalna północnych stoków Wysokich Tatr, Cieszyn 1926;
- Na lodowcu tatrzańskim, w: „Wierchy”, 1926;
- Anomalie wyglądu dolin tatrzańskich w związku z przyczynami strukturalnymi, w: „Pamiętnik II Zjazdu Słowiańskich Geografów i Etnografów”, 1927 r., t. I (1929);
- Lodowiec w Tatrach, w: Pamiętnik II Zjazdu Słow. Geogr. i Etn., 1927 r., t. I (1929);
- Morfologia glacjalna Bielskich Tatr, w: Pamiętnik II Zjazdu Słow. Geogr. i Etn., 1927 r., t. I (1929);
- Nienormalność odwodnienia północnych stoków Czerwonych Wierchów, w: Pamiętnik II Zjazdu Słow. Geogr. i Etn., 1927 r., t. I (1929);
- Polodowcowe zmiany hydrografji tatrzańskiej,w: Pamiętnik II Zjazdu Słow. Geogr. i Etn., 1927 r., t. I (1929);
- Jura Krakowska, w: Wiadomości Służby Geograficznej, 1929. z. 12.
- Rohackie Stawy, w: „Wierchy”, 1929;
- Tatrzańskie kaptaże dopływów Dunajca, w: Przegląd Geograficzny IX, 1929;
- Z fizjografii dorzecza Popradu, w: Wiadomości Służby Geograficznej, 1934, z. 1;
- O zlodowaceniu doliny Bystrej pod Kuźnicami, w: Przegląd Geograficzny XV, 1935;
- Carte de la morphologie glaciaire du versant N. de la Tatra, w: „C. R. du Congrès Géogr. International à Varsovie”, 1934, II (1936);
- Die Eiszeit in der Tatra („Verh. der III Int. Quartär-Konferenz in Wien, September 1936”, 1938)
- Dolina Żabich Stawów Białczańskich, morfologia glacjalna, w: „Wiadomości Geograficzne” 1937;
- Problem „suchych” wód, dolin, kotłów, żlebów, przełęczy i wierchów w Tatrach, w: „Wiadomości Geograficzne” 1938.